# Thayeria
A Thayeria a sugarasúszójú halak (Actinopterygii) osztályának pontylazacalakúak (Characiformes) rendjébe, ezen belül a pontylazacfélék (Characidae) családjába tartozó nem.

## Tudnivalók
A Thayeria-fajok Dél-Amerika édesvizeinek lakói. Méretük fajtól függően 3,2-7,6 centiméter között változik.

## Rendszerezés
A nembe az alábbi 3 faj tartozik:
- ferdénúszó pontylazac (Thayeria boehlkei) Weitzman, 1957
- Thayeria ifati Géry, 1959
- Thayeria obliqua Eigenmann, 1908